# Dilasag
Dilasag é um município de  terceira classe de renda municipal (d) na província Aurora, nas Filipinas. De acordo com o censo de 1 de maio  de  2020 possui uma população de 17 102 pessoas e 4 228 domicílios.